# WTAスイス・オープン
WTAスイス・オープン（WTA Swiss Open）は、スイスで開催されているWTAツアー大会。カテゴリはインターナショナル。大会名や開催地の変更、中断を挟み1969年から行われている。

## 大会歴代優勝者

### シングルス
| 開催地       | 年        | 優勝                                   | 準優勝                             | 試合結果              |
| ------------ | --------- | -------------------------------------- | ---------------------------------- | --------------------- |
| グシュタード | 1969      | フランソワーズ・デュール               | ロージー・カザルス                 | 6–4, 4–6, 6–2         |
| グシュタード | 1970      | ロージー・カザルス                     | フランソワーズ・デュール           | 6–2, 5–7, 6–2         |
| グシュタード | 1971      | フランソワーズ・デュール (2)           | レスリー・ハント                   | 6–3, 6–3              |
| グシュタード | 1972      | 沢松和子                               | パム・ティーガーデン               | 6–3, 4–6, 6–2         |
| グシュタード | 1973      | 開催なし                               | 開催なし                           | 開催なし              |
| グシュタード | 1974      | ヘルガ・シュルツェ                     | リー・ペリコーリ                   | 4–6, 6–4, 6–3         |
| グシュタード | 1975      | グリニス・コールズ                     | リンキー・ボショフ                 | 9–7, 2–6, 8–6         |
| グシュタード | 1976      | ミシェル・ガーダル                     | ゲイル・シェリフ                   | 4–6, 6–2, 6–3         |
| グシュタード | 1977      | レスリー・ハント                       | ヘレン・グーレイ                   | 4–6, 7–5, 6–1         |
| グシュタード | 1978      | バージニア・ルジッチ                   | ペトラ・デルヘス                   | 6–2, 6–2              |
| グシュタード | 1979–80   | 開催なし                               | 開催なし                           | 開催なし              |
| ルガーノ     | 1981      | クリス・エバート                       | バージニア・ルジッチ               | 6–1, 6–1              |
| ルガーノ     | 1982      | クリス・エバート (2)                   | アンドレア・テメシュバリ           | 6–0, 6–3              |
| ルガーノ     | 1983      | 雨のため3回戦以降中止                  | 雨のため3回戦以降中止              | 雨のため3回戦以降中止 |
| ルガーノ     | 1984      | マニュエラ・マレーバ                   | イバ・ブダロバ                     | 6–1, 6–1              |
| ルガーノ     | 1985      | ボニー・ガドゥセク                     | マニュエラ・マレーバ               | 6–2, 6–2              |
| ルガーノ     | 1986      | ラファエラ・レジ                       | マニュエラ・マレーバ               | 5–7, 6–3, 7–6(8–6)    |
| ジュネーヴ   | 1987      | クリス・エバート (3)                   | マニュエラ・マレーバ＝フラニエール | 6–3, 4–6, 6–2         |
| ジュネーヴ   | 1988      | バルバラ・パウルス                     | ロリ・マクニール                   | 6–4, 5–7, 6–1         |
| ジュネーヴ   | 1989      | マニュエラ・マレーバ＝フラニエール (2) | コンチタ・マルティネス             | 6–4, 6–0              |
| ジュネーヴ   | 1990      | バルバラ・パウルス (2)                 | ヘレン・ケレシ                     | 2–6, 7–5, 7–6(7–3)    |
| ジュネーヴ   | 1991      | マニュエラ・マレーバ＝フラニエール (3) | ヘレン・ケレシ                     | 6–3, 3–6, 6–3         |
| ルツェルン   | 1992      | エミー・フレージャー                   | ラドカ・ズルバコバ                 | 6–4, 4–6, 7–5         |
| ルツェルン   | 1993      | リンゼイ・ダベンポート                 | ニコール・ブラッドク               | 6–1, 4–6, 6–2         |
| ルツェルン   | 1994      | リンゼイ・ダベンポート (2)             | リサ・レイモンド                   | 7–6(7–3), 6–4         |
| ルツェルン   | 1995–2015 | 開催なし                               | 開催なし                           | 開催なし              |
| グシュタード | 2016      | ビクトリヤ・ゴルビッチ                 | キキ・ベルテンス                   | 4–6, 6–3, 6–4         |
| グシュタード | 2017      | キキ・ベルテンス                       | アネット・コンタベイト             | 6–4, 3–6, 6–1         |
| グシュタード | 2018      | アリーゼ・コルネ                       | マンディ・ミネラ                   | 6–4, 7–6(8–6)         |
| ローザンヌ   | 2019      | フィオナ・フェロ                       | アリーゼ・コルネ                   | 6–1, 2–6, 6–1         |

### ダブルス
| 開催地       | 年        | 優勝                                               | 準優勝                                              | 試合結果               |
| ------------ | --------- | -------------------------------------------------- | --------------------------------------------------- | ---------------------- |
| グシュタード | 1971      | ブレンダ・カーク ローラ・ロソウ                    | フランソワーズ・デュール リー・ペリコーリ           | 8–6, 6–3               |
| グシュタード | 1972–73   | 開催なし                                           | 開催なし                                            | 開催なし               |
| グシュタード | 1974      | ヘルガ・シュルツェ リー・ペリコーリ                | 福岡加余子 ミシェル・ロドリゲス                     | 6–2, 6–0               |
| グシュタード | 1975      | 開催なし                                           | 開催なし                                            | 開催なし               |
| グシュタード | 1976      | ベッツィ・ナゲルセン ウェンディ・ターンブル        | ブリジット・コイペルス アネット・バン・ジル         | 6–4, 6–4               |
| グシュタード | 1977      | ヘレン・グーレイ レイニー・フォックス              | メアリー・カリロ レスリー・ハント                   | 6–0, 6–4               |
| グシュタード | 1978–80   | 開催なし                                           | 開催なし                                            | 開催なし               |
| ルガーノ     | 1981      | ロザリン・フェアバンク タニヤ・ハーフォード        | キャンディ・レイノルズ ポーラ・スミス               | 2–6, 6–1, 6–4          |
| ルガーノ     | 1982      | キャンディ・レイノルズ ポーラ・スミス              | ジョアンナ・ラッセル バージニア・ルジッチ           | 6–2, 6–4               |
| ルガーノ     | 1983      | Christiane Jolissaint マルセラ・メスカー           | ペトラ・デルヘス パトリシア・メドラード             | 6–2, 3–6, 7–5          |
| ルガーノ     | 1984      | Christiane Jolissaint マルセラ・メスカー           | イバ・ブダロバ マルセラ・スクヘルスカ               | 6–4, 6–3               |
| ルガーノ     | 1985      | ボニー・ガドゥセク ヘレナ・スコバ                  | ベッティーナ・バンジ エーファ・ファフ               | 6–2, 6–4               |
| ルガーノ     | 1986      | イリース・バーギン ベッツィ・ナゲルセン            | ジェニー・バーン ジャニーン・トンプソン             | 6–2, 6–3               |
| ジュネーヴ   | 1987      | ベッツィ・ナゲルセン エリザベス・スマイリー        | ローラ・ギルデマイスター カトリーヌ・タンヴィエ     | 4–6, 6–4, 6–3          |
| ジュネーヴ   | 1988      | Christiane Jolissaint ダイアン・バン・レンズバーグ | マリア・リンドストロム クラウディア・ポーヴィック   | 6–1, 6–3               |
| ジュネーヴ   | 1989      | カトリナ・アダムス ロリ・マクニール                | ラリサ・ネーランド ナターシャ・ズベレワ             | 2–6, 6–3, 6–4          |
| ジュネーヴ   | 1990      | ルイーズ・フィールド ダイアン・バン・レンズバーグ  | イリース・バーギン ベッツィ・ナゲルセン             | 5–7, 7–6(7–2), 7–5     |
| ジュネーヴ   | 1991      | ニコール・ブラッドク エリザベス・スマイリー        | Cathy Caverzasio マニュエラ・マレーバ＝フラニエール | 6–1, 6–2               |
| ルツェルン   | 1992      | エミー・フレージャー エルナ・ライナッハ            | カリナ・ハブスドバ マリアン・ワーデル               | 7–5, 6–2               |
| ルツェルン   | 1993      | メアリー・ジョー・フェルナンデス ヘレナ・スコバ    | リンゼイ・ダベンポート マリアン・ワーデル           | 6–2, 6–4               |
| ルツェルン   | 1994      | 雨のため準決勝以降中止                             | 雨のため準決勝以降中止                              | 雨のため準決勝以降中止 |
| ルツェルン   | 1995–2015 | 開催なし                                           | 開催なし                                            | 開催なし               |
| グシュタード | 2016      | ララ・アルアバレナ クセーニャ・クノル              | アニカ・ベック エフゲニア・ロディナ                 | 6–1, 3–6, [10–8]       |
| グシュタード | 2017      | キキ・ベルテンス ヨハンナ・ラーション              | ビクトリヤ・ゴルビッチ ニナ・ストヤノビッチ         | 7–6(7–4), 4–6, [10–7]  |
| グシュタード | 2018      | アレクサ・グアラチ ディサイラエ・クロークザイク    | ララ・アルアバレナ ティメア・バシンスキー           | 4–6, 6–4, [10–6]       |
| ローザンヌ   | 2019      | アナスタシア・ポタポワ ヤナ・シジコワ              | モニク・アダムザック 韓馨蘊                         | 6–2, 6–4               |